# Santiago Almarza
Santiago Almarza Caballero (Santa Cruz de la Zarza, 29 de abril de 1931-Madrid, 19 de abril de 2020), conocido con el pseudónimo Almarza, fue un humorista gráfico y caricaturista español. Recibió varios premios internacionales y nacionales entre ellos el de la Paleta Agromán. Trabajó en diversas facetas dentro del dibujo, tales como dibujos animados, ilustración, publicidad, escaparates, diarios, revistas, caricatura personal, etc. y colaboró con varias publicaciones, como La Codorniz, El Cocodrilo Leopoldo, Don José y La Golondriz entre otras, y en el diario ABC.
Falleció el 19 de abril de 2020 en Madrid.

## Premios y reconocimientos
- 1983: Premio Paleta de Agromán
- 1987: Premio Paleta de Agromán
- 2000: Certamen del Humor Villa de Madrid
- 2004: Premio Notario del Humor[5]
- Profesor Honorífico de la Universidad de Alcalá